# Dublin (California)
Dublin o Dublín, fundada en 1982, es una ciudad ubicada en el condado de Alameda en el estado estadounidense de California. En el año 2010 tenía una población de 50,000 habitantes y una densidad poblacional de 919.4 personas por km².
En 2010 se celebró un torneo de bolos llamado Earl Anthony Memorial, en honor al ya fallecido Earl Anthony, uno de los mejores jugadores de bolos de Estados Unidos.

## Geografía
Según la Oficina del Censo, la ciudad tiene un área total de 32,6 km² (12,6 mi²), de la cual 32,6 km² (12,6 mi²) es tierra y 0,3 km² (0,1 mi²) (5.4%) es agua.

## Demografía
Según la Oficina del Censo en 2000 los ingresos medios por hogar en la localidad eran de $101,550, y los ingresos medios por familia eran $101,550. Los hombres tenían unos ingresos medios de $77,605 frente a los $48,116 para las mujeres. La renta per cápita para la localidad era de $29,451. Alrededor del 2.9% de la población estaban por debajo del umbral de pobreza.